# Stanisław Grzelak
Stanisław Grzelak (* 12. Mai 1920; † unbekannt) war ein polnischer Radrennfahrer.

## Sportliche Laufbahn
Grzelak war Straßenradsportler. 1947 gewann er die Polen-Rundfahrt vor Zdzisław Stolarczyk. 1939, in der letzten Ausgabe vor dem Zweiten Weltkrieg, wurde er 15. der Rundfahrt.
Er war 1948 Teilnehmer der 1. Internationalen Friedensfahrt auf dem Kurs von Warschau nach Prag in der 2. polnischen Mannschaft und schied auf der dritten Etappe aus. 1948 beendete er seine Laufbahn als Radsportler.
Grzelak startete für die Vereine „KS Finster Łódź“, „Tramwajarz Łódź“ und „Partyzant Łódź“.